# 亞歷山德拉·斯科奇連科
亞歷山德拉·尤里耶芙娜·斯科奇連科（羅馬化：Aleksandra Yuryevna Skochilenko；1990年9月13日—），化名薩莎（Саша，羅馬化：Sasha），俄罗斯艺术家、音乐家和社会活动家。她被英国广播公司评为2022年巾帼百名之一。
斯科奇连科反對俄罗斯入侵乌克兰。2022年3月3日，她在圣彼得堡市中心抗议時被捕並被罰款10,000盧布。2023年11月16日，斯科奇連科被圣彼得堡法院判处七年监禁。2024年8月1日，作為美俄換囚行動的一部分获释。